# Distretto di Guangyang
Il distretto di Guangyang (广阳区S, Guǎngyáng QūP) è un distretto della Cina, situato nella provincia di Hebei e amministrato dalla prefettura di Langfang.